# David Woodward (cartographe)
David Woodward, né le 29 août 1942 à Royal Leamington Spa (Angleterre) et mort le 25 août 2004 à Madison (États-Unis), est un historien de la cartographie et cartographe américain d'origine anglaise. 

## Biographie
David Woodward fait sa scolarité au Harrow County Grammar School puis au Sir John Cass College (Londres). Après avoir obtenu une licence en arts à l'Université de Swansea (alors l'Université du Pays de Galles à Swansea), il s'installe en 1964 aux États-Unis pour étudier la cartographie auprès d'Arthur H. Robinson à l'Université du Wisconsin-Madison. Il y obtient une maîtrise en arts en 1967, puis un doctorat en géographie en 1970,.
Woodward travaille ensuite à la bibliothèque Newberry de Chicago en tant que spécialiste de la cartographie et conservateur de cartes. Entre 1974 et 1980, il y dirige le Hermon Dunlap Smith Center for the History of Cartography.
En 1980, Woodward retourne à l'Université du Wisconsin-Madison, comme professeur de géographie. Il succède au professeur Arthur H. Robinson, parti à la retraite. En 1995, il est nommé à la chaire "Arthur H. Robinson Professor of Geography". Il fait partie du département de cartographie de l'université jusqu'à sa retraite de l'enseignement en août 2002, pour consacrer davantage de temps à la recherche, à l'édition et à la sensibilisation, en particulier le projet History of Cartography. Durant sa carrière de professeur, il a dirigé quatre thèses de doctorat et plus d'une vingtaine de mémoires de master, la majorité sur des sujets en lien avec l'histoire de la cartographie.
Woodward devient citoyen américain en 1976.
Il décède d'un cancer le 25 août 2004, à son domicile de Madison,. Son mentor Arthur H. Robinson meurt quelques semaines plus tard. Il était présent aux funérailles de Woodward.

## Le projetHistory of Cartography
À la fin des années 1970, David Woodward et John Brian Harley, professeur à l'Université du Wisconsin-Milwaukee, créent le projet History of cartography. Ils imaginent un ouvrage de référence ambitieux en plusieurs volumes qui examinerait la production et la consommation sociales de cartes à travers les cultures, depuis les origines préhistoriques jusqu’au XXe siècle. Le premier volume paraît en 1987. Harley décède en 1991, mais Woodward poursuit le travail avec d'autres spécialistes, comme G. Malcolm Lewis. Ces volumes constituent désormais une référence internationale pour les étudiants et les universitaires du domaine. 

## Travaux
Durant sa carrière, Woodward a donné des centaines de conférences publiques. Ses recherches individuelles et ses projets éditoriaux ont été largement diffusés et très appréciés dans le domaine de l'histoire de la cartographie. Pour James R. Akerman, son successeur à la Newberry Library, les contributions de Woodward pour l'histoire de la cartographie sont si importantes qu'elles « défient toute tentative de les résumer ». G. Malcolm Lewis déclare que Woodward « a transformé l'histoire de la cartographie d'un domaine eurocentrique sans direction en un sujet respectable d'une portée désormais mondiale. »
Une bibliographie complète des publications de Woodward est fournie par Matthew H. Edney. Un numéro spécial de la revue Cartographic Perspectives est consacré à Woodward et à son mentor, Arthur H. Robinson.

### ProjetHistory of cartography
- J. Brian Harley et David Woodward (dir.), Cartography in Prehistoric, Ancient, and Medieval Europe and the Mediterranean, volume 1 de The History of Cartography, Chicago/Londres, University of Chicago Press, 1987.  (ISBN 0-226-31633-5). Récompensé de l'Award of Best Book in the Humanities (1987) par la Professional and Scholarly Publishing Division (Association of American Publishers).
- J. Brian Harley et David Woodward (dir.), Cartography in the Traditional Islamic and South Asian Societies, volume 2, livre 1 de The History of Cartography, Chicago/Londres, University of Chicago Press, 1992.  (ISBN 0-226-31635-1).
- J. Brian Harley et David Woodward (dir.), Cartography in the Traditional East and Southeast Asian Societies, volume 2, livre 2 de The History of Cartography, Chicago/Londres University of Chicago Press, 1994.  (ISBN 0-226-31637-8).
- David Woodward et G. Malcolm Lewis (dir.). Cartography in the Traditional African, American, Arctic, Australian, and Pacific Societies, volume 2, livre 3 de The History of Cartography, Chicago/Londres, University of Chicago Press, 1998.  (ISBN 0-226-90728-7).
- David Woodward (dir.), Cartography in the European Renaissance, volume 3 de The History of Cartography, Chicago/Londres, University of Chicago Press, 2007.  (ISBN 0-226-90732-5).

### Autres publications majeures
- Five Centuries of Map Printing, Chicago, University of Chicago Press, 1975.
- The All-American Map: Wax-Engraving and Its Influence on Cartography, Chicago, University of Chicago Press, 1977.
- Art and Cartography: Six Historical Essays, Chicago, University of Chicago Press, 1987.
- Catalogue of Watermarks in Italian Maps, ca. 1540-1600, Florence, Leo S. Olschki, 1996.
- Maps as Prints in the Italian Renaissance: Makers, Distributors & Consumers, The 1995 Panizzi Lectures, Londres, British Library, 1996.
- Avec Robert C. Ostergren, Onno Brouwer, Steven Hoelscher et Joshua G. Hane : Cultural Map of Wisconsin: A Cartographic Portrait of the State. Madison, University of Wisconsin Press, 1996.
- Avec Catherine Delano Smith et Cordell Yee, Approaches and Challenges in a Worldwide History of Cartography, Barcelone, Institut Cartogràfic de Catalunya, 2001.

## Distinctions
À titre individuel, David Woodward a été récompensé par plusieurs prix et distinctions, en particulier pour son apport majeur à l'histoire de la cartographie :
- 1992 : R.V. Tooley Award (International Map Collectors' Society)[1]
- 1997-2002 : membre senior de l'Institut de recherche en sciences humaines (Université du Wisconsin-Milwaukee)[1]
- 2002 : Hilldale Award in the Arts and Humanities (Université du Wisconsin-Milwaukee)[1]
- 2002 : Career Service Award du College of Letters and Sciences (Université du Wisconsin-Milwaukee)[1]
- 2002 : Murchison Award (Royal Geographical Society)[11]
- 2004 : Coppock research medal (Royal Scottish Geographical Society)[12]
- 2004 : Award of Distinction for Exceptional Scholarly Contributions to Cartography (Canadian Cartographic Association)[13]
- 2005 (à titre posthume) : Earle J. Fennell Award (American Congress on Surveying and Mapping)[14]

Les volumes publiés du projet History of cartography ont aussi remporté divers prix.

## Hommages
La Cartography and Geographic Information Society a créé un prix à son nom, le David Woodward Award for Best Digital Map, qui récompense une carte ou série de cartes numériques.
Entre 2001 et 2014, l'Université du Wisconsin-Milwaukee a attribué la David Woodward Memorial Fellowship in the History of Cartography. Cette bourse annuelle de deux mois permettait d'accueillir un chercheur pour étudier l'histoire de la cartographie, à partir des ressources de l'institut de recherche en sciences humaines de l'université et du projet History of cartography.